# Turdus rubripes
Turdus rubripes, "västlig rödfotad trast", är en fågelart i familjen trastar inom ordningen tättingar. Den betraktas oftast som del av Turdus plumbeus men urskiljs sedan 2016 som egen art av Birdlife International och IUCN.
Fågeln delas in i två underarter med följande utbredning:
- Turdus plumbeus rubripes – centrala och västra Kuba och Isla de la Juventud
- Turdus plumbeus coryi – Cayman Brac

Den kategoriseras av IUCN som livskraftig.